# Ciutat de Mèxic
Ciutat de Mèxic (en castellà: Ciudad de México, CDMX, o només México), és la capital i la ciutat més gran de Mèxic. El nom oficial en castellà era México, D.F. però ara es diu Ciudad de México.
La població de Ciutat de Mèxic és de 8.873.017 habitants, encara que l'àrea metropolitana de la ciutat desborda els límits del districte Federal i s'estén sobre 40 municipis de l'estat de Mèxic i 1 municipi de l'estat d'Hidalgo, amb una població total de 20,4 milions d'habitants, la tercera àrea metropolitana més gran del món després de Tòquio i Delhi, i la més gran del continent americà, segons l'Informe d'Urbanització Mundial de les Nacions Unides. En un estudi realitzat el 2005, va ser considerada la vuitena ciutat més rica del món en el seu producte interior brut. A més de ser la capital política, la ciutat de Mèxic és el centre polític, econòmic, cultural i educatiu de Mèxic.
Ciutat de Mèxic està situada a la vall de Mèxic, també coneguda com la vall d'Anáhuac; un altiplà al centre de Mèxic, a una altitud mitjana de 2.240 metres, envoltada per les muntanyes i volcans de l'Eix volcànic transversal o la Sierra Nevada. Va ser construïda originàriament pels asteques el 1325 sobre una illa enmig del llac de Texcoco amb el nom de Mexihco-Tenochtitlan
. La ciutat va ser gairebé totalment destruïda en el setge de 1521, i va ser redissenyada i reconstruïda durant els anys següents amb el patró europeu. El 1524 s'hi va establir l'ajuntament de la ciutat de Mèxic, aleshores coneguda com a Mexihco-Tenochtitlan i des de 1585, oficialment, com a Ciudad de México.

## Història

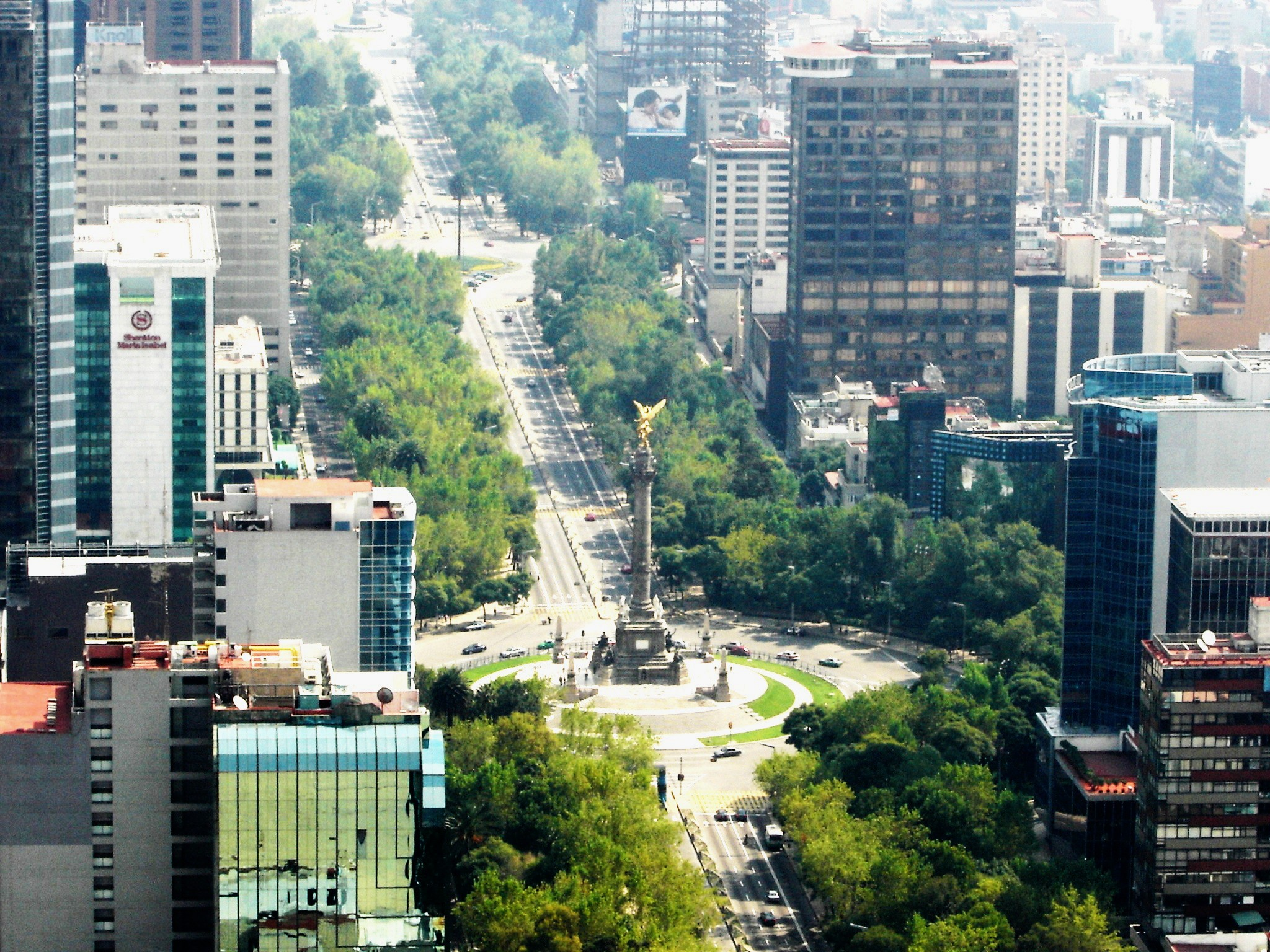
Àngel de la Independència i Av. Reforma

D'acord amb una llegenda antiga, els asteques van emigrar cap al centre de Mèxic cercant el compliment d'una profecia: al lloc on haurien de construir la seva ciutat trobarien una àguila devorant una serp com a senyal. Ells van trobar l'àguila devorant la serp sobre un cactus en una petita illa enmig del llac de Texcoco (imatge que és representada en l'escut d'armes de Mèxic). Així, els asteques hi van construir llur ciutat el 1325 amb el nom de Mexihco-Tenochtitlan estenent-se sobre el llac per mitjà de canals i unificant diverses illes i illots del llac. La ciutat es va convertir en el centre més important de l'Amèrica del Nord i l'Amèrica Central de l'època prehispànica, i una de les més grans del món amb 300.000 habitants.
Els espanyols van arribar a la ciutat el 1519 i es van allotjar al palau de Moctezuma. Hernán Cortés, cap dels conqueridors, va dirigir el setge i la batalla de conquesta, una autèntica batalla naval, ja que la ciutat estava envoltada per aigua. Mèxic va caure el 13 d'agost del 1521 i amb aquesta tot l'imperi asteca. La ciutat va ser destruïda i una nova metròpolis va ser edificada a l'estil europeu sobre les ruïnes. El 1523 es va constituir com a ciutat i va rebre l'escut d'armes i la cèdula reial de Carles I d'Espanya. Durant l'època colonial, la ciutat de Mèxic seria la capital del virregnat de la Nova Espanya, centre administratiu de les capitanies de Yucatán, Guatemala i Amèrica central, Cuba i les Filipines.
Després de la Guerra d'independència de Mèxic, la ciutat va ser designada com a capital del Primer Imperi Mexicà independent. El govern monàrquic, però, va ser reemplaçat per un govern republicà i federal el 1824 i la ciutat seria designada com a seu dels poders de la Unió i alhora el districte Federal, separant-la així de l'estat de Mèxic, al qual pertanyia i del qual era capital.

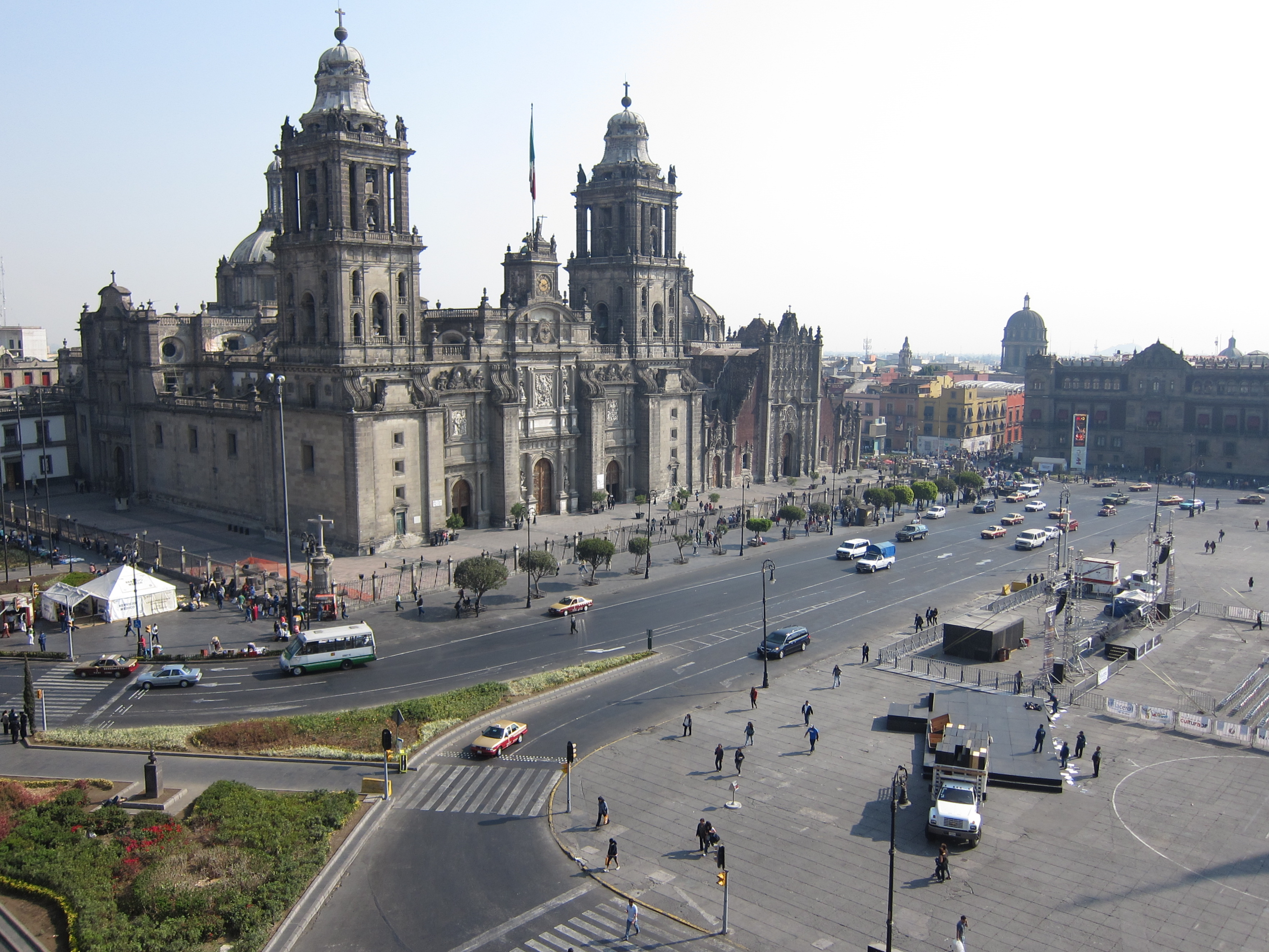
Catedral de Mèxic

La dècada de 1950, la ciutat tenia una població al voltant dels 2 milions d'habitants. Amb el ràpid creixement econòmic mexicà de la postguerra, la ciutat va convertir-se en el centre industrial i comercial del país, atraient milers d'immigrants de tots els estats de la federació, i de Centreamèrica i Amèrica del Sud, i va experimentar un període d'urbanització sense precedents. El 1968 s'hi van celebrar els Jocs Olímpics d'estiu, i esdevingué la primera i única ciutat llatinoamericana a ser-ne seu. El mateix any, els estudiants de molts instituts i universitats públiques i privades van començar una sèrie de protestes i manifestacions, un eco del que ocorria al mateix temps en nombroses capitals europees i ciutats dels Estats Units. Les marxes i manifestacions acabarien abruptament en la matança de Tlatelolco el 2 d'octubre, un enfrontament entre les forces armades i els estudiants a la plaça de les Tres Cultures, en què moririen desenes d'estudiants, segons les xifres oficials, i 300 segons altres fronts.
El 19 de setembre de 1985, la ciutat va ser sacsejada per un fort terratrèmol, de magnitud 8,3 en l'escala de Richter, un dels més forts en la història de la capital mexicana, amb 6.500 morts. La societat civil de la ciutat va començar a prendre el control de les tasques de rescat atesa la lenta i inadequada resposta del govern federal (la ciutat de Mèxic, com a seu dels poders de la federació, era administrada directament pel govern federal, i no gaudia d'autonomia en la gestió de les seves activitats). A poc a poc, la societat civil va demanar més participació en els afers locals. Les demandes de major autonomia culminarien, durant la dècada del 1990, amb l'aprovació d'un Estatut de Govern i la creació d'un govern propi electe per sufragi universal.
El 1990, l'àrea metropolitana ja tenia una població superior als 16 milions d'habitants. Per la situació geogràfica (la ciutat està envoltada per muntanyes i volcans de la Sierra Nevada Mexicana), els gasos contaminants de les indústries i els vehicles no poden ser dispersats pels corrents de vent. Per tal de revertir la tendència de creixement de la població i els problemes ambientals, el govern va iniciar diversos programes de descentralització.

## Geografia

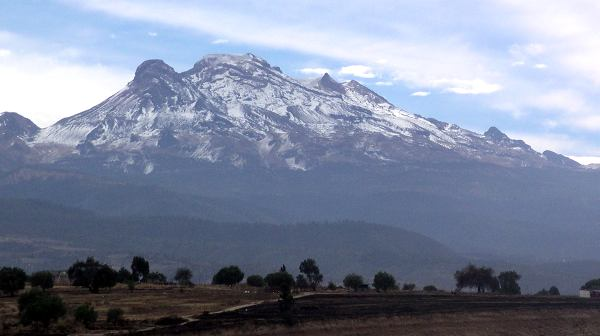
Iztaccíhuatl des de l'entrada a la ciutat de l'autopista de Puebla

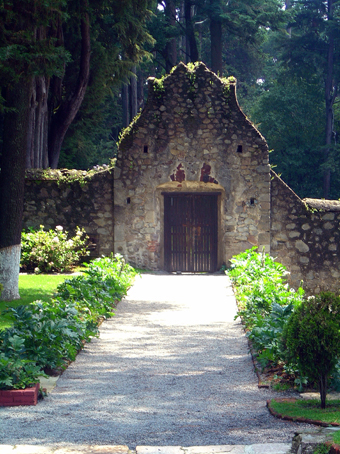
Parc Nacional Desierto de los Leones, de la Ciutat de Mèxic

La ciutat de Mèxic i la seva àrea metropolitana es troben sobre la vall d'Anáhuac (o la vall de Mèxic), de 3.691 km², a una altitud mitjana de 2.240 metres sobre el nivell del mar i situada al centre de la serralada Neovolcànica, coneguda també com a Sierra Nevada. La vall està rodejada per muntanyes i volcans, llevat d'una petita obertura al nord, atrapant així la majoria dels gasos emesos per les indústries i els vehicles de la conurbació. A la regió sud de la vall, les muntanyes assoleixen una altitud de 3.952 metres i a l'est superen els 5.000 metres (s'hi troben els volcans Popocatépetl i Iztaccíhuatl). La regió rep sistemes anticiclònics (produeixen vents dèbils) que no permeten la dispersió dels contaminants, produïts per les 50.000 indústries que operen a l'àrea metropolitana i els 4 milions de vehicles. Els governs federals i locals han implementat nombrosos plans per atenuar el problema de la contaminació atmosfèrica, entre aquests l'observació electrònica constant de la concentració dels contaminants més perillosos, com ara l'ozó i els òxids de nitrogen. La informació es transmet a temps real a la Internet i es reporta a intervals específics de temps en altres mitjans de comunicació. Si els nivells de contaminació assoleixen nivells crítics, les autoritats declaren una "contingència ambiental" que inclou la suspensió de labors d'algunes indústries, un canvi en l'horari d'entrada a les escoles primàries i l'extensió del programa Hoy no circula ('Avui no circula') a dos dies de la setmana. Altres mesures ambientals que s'han aplicat són el millorament en la qualitat dels combustibles (gasolina i dièsel), el millorament de la tecnologia industrial i l'aplicació d'un programa d'inspecció vehicular bianual. El 1986, les àrees forestals no urbanes de les delegacions del sud van ser declarades reserves ecològiques nacionals pel president de la república. Altres àrees de la Ciutat de Mèxic també han estat protegides.
Atesa la topografia de la vall, les àrees baixes reben menys precipitacions que les àrees altes del sud. Les delegacions baixes d'Iztapalapa, Iztacalco, Venustiano Carranza i la porció oest de Gustavo A. Madero són més seques i la mitjana de temperatura és superior que en les delegacions més altes del sud. Un exemple en són Tlalpan i Milpa Alta, creuades per la serralada de pins i roures anomenada Ajusco. La temperatura mitjana anual varia entre els 12 °C/16 °C, depenent de l'altitud de la delegació. Les temperatures més baixes, sovint registrades entre gener i febrer, poden arribar als -2 °C o -5 °C acompanyades de nevades a l'Ajusco, mentre que les temperatures més altes es registren durant el mes de maig i poden arribar als 32 °C.
Originàriament, a la vall es trobava un sistema de llacs connectats. El més gran del sistema era el llac de Texcoco, al centre del qual es trobava l'illa de Tenochtitlan (el centre històric de la ciutat de Mèxic). L'aigua dels llacs del nord (que es trobaven a una altitud menor) era salada, mentre que l'aigua dels llacs del sud era dolça. Els asteques van construir dics impressionants per dividir les aigües salades de les aigües dolces usades per als cultius de les chinampes i per a protegir la ciutat de les inundacions periòdiques. Un aqüeducte portava l'aigua del turó de Chapultepec a l'illa de Tenochtitlan. Durant el setge de la ciutat de Mexihco-Tenochtitlan, els conqueridors van destruir els dics i, a l'època colonial, les autoritats van optar per omplir el llac. Avui dia, la secció que ha sobreviscut del llac de Texcoco es troba fora dels límits de la Ciutat de Mèxic, dins del municipi homònim d'Atenco de l'estat de Mèxic. També ha sobreviscut el llac dolç de Xochimilco que es troba al sud de la ciutat de Mèxic.
| Mapes geofísics del districte Federal |            |        |
| Topografia                            | Hidrologia | Climes |
| Topografia                            | Hidrologia | Climes |

## Organització política i administrativa

### Ciutat de Mèxic i el districte Federal
El 1824 van néixer els Estats Units Mexicans com a federació i el Congrés de la Unió va aprovar la creació d'un districte federal que contingués la capital, la ciutat de Mèxic, el 18 de novembre, 1824. El districte Federal es va conformar pel territori d'un cercle perfecte amb el centre a la plaça Central (el "Zócalo" o plaça de la Constitució), i amb un radi de 8,38 km. Aquest territori contenia les municipalitats de Mèxic, Tacuba, Tacubaya, Azcapotzalco, Mixcoac, Ixtacalco i villa de Guadalupe. La ciutat i el territori que conformaren el districte Federal pertanyien a l'estat de Mèxic i la ciutat n'era la capital. Com a capital de la federació i no d'un estat en particular, la ciutat havia de ser administrada per tots els estats per mitjà dels Poders de la Unió i, per tant, ja no podia ser alhora la capital de l'estat de Mèxic. La ciutat de Texcoco va ser designada com a capital de l'estat de Mèxic, i més tard en va ser designada Toluca.
El 1854, el president Antonio López de Santa Anna va expandir l'àrea del districte Federal dels 220 km² originaris a 1.700 km², en annexionar les àrees rurals i muntanyenques que l'envoltaven per controlar les passes estratègiques al sud i al sud-est en cas d'una nova invasió estrangera, després de la derrota en la Guerra amb els Estats Units. L'últim canvi en els límits del districte Federal es va realitzar entre el 1898 i el 1902 reduint l'àrea a 1,479 km², ajustant la frontera amb l'estat de Morelos. Aleshores, el districte Federal era conformat per vint-i-dos municipis; la ciutat de Mèxic només n'era un.
Encara que el president nomenava directament el governador del districte Federal, els municipis eren autònoms, i aquesta dualitat de poders va produir tensions constants entre els ajuntaments i el govern federal per més d'un segle. De fet, a partir del 1903, el president Porfirio Díaz va reduir l'autogovern de les municipalitats. El 1928, el govern federal va abolir els municipis del districte Federal, i va dividir aquest territori en un "departament Central" i tretze delegacions (o subdistrictes), totes administrades pel govern del districte Federal. El departament Central va ser integrat pels antics territoris dels municipis de la ciutat de Mèxic, Tacuba, Tacubaya i Mixcoac.
El 1941, la delegació General Anaya es va fusionar amb el departament Central, el qual va ser reanomenat Ciutat de Mèxic, ressuscitant així el nom però no pas el municipi ni l'autogovern. De 1941 a 1970, el districte Federal era integrat per 12 delegacions i la ciutat de Mèxic. El 1970, la ciutat de Mèxic es va dividir en quatre delegacions: Cuauhtèmoc, Miguel Hidalgo, Venustiano Carranza i Benito Juárez. A partir de llavors, de facto, el districte Federal sencer, les delegacions del qual ja formaven gairebé una sola àrea urbana, va ser considerat com a sinònim de la ciutat de Mèxic. No obstant això, la falta d'una estipulació legal de iure, va produir una sèrie de discussions sobre si el concepte de districte Federal havia absorbit la ciutat de Mèxic o si aquesta havia desaparegut legalment. El 1993, es va resoldre aquesta situació amb l'aprovació d'una esmena a l'article 44 de la constitució de Mèxic, que estableix que el districte Federal i la ciutat de Mèxic són la mateixa entitat. Aquesta esmena va ser introduïda en el segon article de l'Estatut de Govern del districte Federal.

### Estructura política

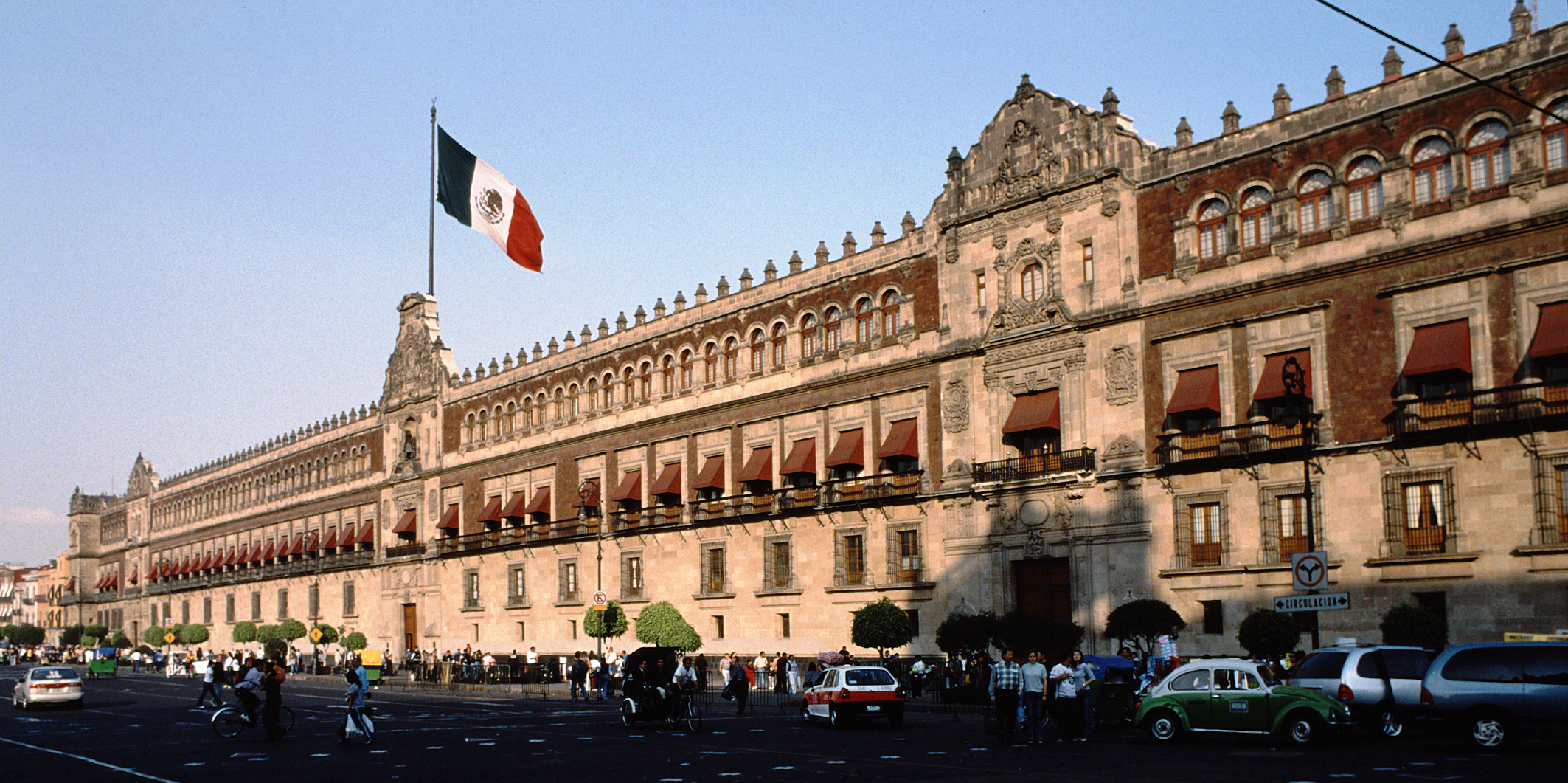
Palau Nacional, antiga seu del poder executiu de la federació

D'acord amb l'article 44 de la Constitució mexicana, com a seu dels poders de la Unió i capital dels Estats Units Mexicans la ciutat de Mèxic és el districte Federal, el qual pertanyia a tots els estats de la federació per igual i, per tant, el president de Mèxic designava, en nom de la federació, el seu cap de govern. Durant la dècada de 1980, atesa la grandària de la ciutat, les inconsistències inherents al sistema d'elecció del cap de govern (p. ex., el 1988 el candidat d'oposició a les eleccions presidencials va guanyar majoria al districte Federal, però el president hi va designar un cap de govern del seu partit), així com la insatisfacció dels residents per la resposta inadequada del govern federal després del terratrèmol de 1985, els ciutadans van començar a demanar major autonomia política i el dret a gestionar els afers interns. Alguns partits polítics d'esquerra van proposar la transformació del districte Federal en el 32è estat de la federació.
En resposta a aquestes demandes, el 1987 el districte Federal va rebre un grau major d'autonomia, amb l'elaboració del primer Estatut de Govern i la creació d'una Assemblea de Representants. Durant la dècada de 1990, aquesta autonomia es va expandir, i des de 1997 els residents del districte Federal elegeixen directament el cap de govern per escrutini uninominal majoritari per un període de sis anys, així com els diputats d'una Assemblea Legislativa unicameral (successora de l'Assemblea de Representants). El primer cap de govern electe va ser Cuauhtémoc Cárdenas, del Partit de la Revolució Democràtica. Cárdenas va renunciar el 1999 per a presentar-se com a candidat per a les eleccions presidencials del 2000, i va ser succeït de manera interina per Rosario Robles, la primera dona a governar el districte Federal. El 2000, Andrés Manuel López Obrador va ser elegit cap de govern; va renunciar el 2005 per a presentar-se com a candidat per a les eleccions presidencials del 2006.
A diferència dels estats de la federació, el districte Federal no té cap constitució pròpia, sinó un Estatut de Govern. Si el Congrés de la Unió decidís traslladar els poders de la Unió cap a una altra ciutat, la ciutat de Mèxic es transformarà en un nou estat de la federació mexicana, amb el nom de l'estat de la vall de Mèxic, i amb els nous límits territorials que aprovi el Congrés.
Al senat mexicà, el districte Federal és representat com qualsevol estat de la federació, per 2 senadors electes per majoria relativa i 1 senador assignat a la primera minoria. No obstant això, encara conserva molts privilegis econòmics, una raó per la qual els estats volen canviar la distribució del pressupost i el cobrament d'imposts.

### Eleccions i govern
El 2006 es van celebrar les últimes eleccions locals. El cap de govern electe i actual és Marcelo Ebrard del Partit de la Revolució Democràtica (PRD). Tradicionalment, es considera que aquesta posició executiva és la segona més important del país. L'Assemblea Legislativa del districte Federal està formada, com és el cas de tots els òrgans legislatius de Mèxic, per diputats electes per mitjà de l'escrutini uninominal majoritari (diputats uninominals) i d'altres electes per representació proporcional (diputats plurinominals) en què el districte Federal conforma una sola circumscripció; aquest sistema es coneix com a sistema de vot paral·lel. El nombre total de diputats és 66: 40 uninominals i 26 plurinominals. Encara que la proporcionalitat de vots per partit es conserva només en els escons plurinominals, per a prevenir la sobrerepresentació d'un partit, hi ha diverses restriccions en l'assignació: cap partit pot tenir més del 63% de tots els escons, uninominals i plurinominals. En les eleccions del 2006, el PRD va aconseguir la majoria absoluta de l'Assemblea en l'elecció dels diputats uninominals, amb 34 dels 40 escons. Per tant, el PRD no en va rebre cap de plurinominals.
Actuals partits polítics;
1. Partit de la Revolució Democràtica
2. Partit Acció Nacional
3. Partit Revolucionari Institucional
4. Partit Nova Aliança
5. Partit Verd Ecologista
6. Partit del Treball
7. Convergència

El districte Federal s'ha caracteritzat per aprovar polítiques i lleis més liberals que la resta de les entitats federals de Mèxic, ja sigui amb el suport del govern federal –com les extenses lleis de protecció ambiental de la dècada de 1980– o les lleis aprovades després de la creació de l'Assemblea Legislativa pels diputats locals mateixos. El 2007, el districte Federal es va convertir en la segona entitat federal del país, després de l'estat de Coahuila a aprovar la unió de parelles del mateix sexe, i el primer a aprovar les visites conjugals per als presoners homosexuals. El mes d'abril del mateix any, l'Assemblea Legislativa va expandir la llei de l'avortament, convertint-se en la primera entitat federal a aprovar-la si altera el pla de vida de la mare fins al quart mes.

### Divisió administrativa
Article principal: Delegacions del Districte Federal

Delegacions de la ciutat de Mèxic

Administrativament, el districte Federal es divideix en 16 delegacions o subdistrictes. Encara que no són equivalents al concepte de municipi (existents als estats de la federació), les setze delegacions han rebut un grau significatiu d'autonomia; des del 2000, els caps de govern de les delegacions són elegits directament pels ciutadans per mitjà de l'escrutini uninominal majoritari (anteriorment n'eren designats pel cap de govern del districte Federal), ja que la ciutat de Mèxic s'organitza com a districte federal, la majoria dels serveis són proveïts i gestionats pel govern del districte Federal i no pas per les delegacions, que no gaudeixen de poders de regulació ni legislació, a diferència dels municipis en què són dividits els estats de la federació mexicana.
Les setze delegacions del districte Federal són:
| 1. Alvaro Obregón 2. Azcapotzalco 3. Benito Juárez 4. Coyoacán 5. Cuajimalpa 6. Cuauhtémoc 7. Gustavo A. Madero 8. Iztacalco | 9. Iztapalapa 10. Magdalena Contreras 11. Miguel Hidalgo 12. Milpa Alta 13. Tláhuac 14. Tlalpan 15. Venustiano Carranza 16. Xochimilco |

## Economia i benestar
La ciutat de Mèxic és un dels centres econòmics més poderosos de l'Amèrica Llatina. La ciutat mateixa (és a dir, l'àrea urbana continguda en el districte Federal, amb 8,7 milions d'habitants) produeix el 21,8% del producte interior brut de Mèxic. Per sectors, el districte Federal produeix els percentatges més alts del PIB dels serveis (25,3%) i industrial (15,8%). Atès que l'únic espai no urbanitzat del districte Federal pertany a una zona ecològica protegida, la contribució agrícola del districte Federal és la més petita de totes les entitats federals del país. El PIB nominal del districte Federal és el més alt de l'Amèrica Llatina, en 17.696 USD. El seu índex de desenvolupament humà (IDH) és el més alt del país, en 0.8830, superior a la mitjana nacional.
D'acord amb un estudi recent realitzat per l'empresa financera PricewaterhouseCoopers amb informació de les Nacions Unides, l'àrea metropolitana de la ciutat de Mèxic, amb 19,2 milions d'habitants, el 2005 va registrar un PIB de 315.000 milions USD en paritat de poder adquisitiu, convertint-se en la vuitena aglomeració urbana més rica del món en producció total de béns i serveis, després de Tòquio, Nova York, Los Angeles, Chicago, París, Londres, i Osaka/Kobe. Per si mateixa, l'àrea metropolitana de la ciutat de Mèxic seria la 30a economia més gran del món.
Durant les últimes dues dècades, moltes de les empreses industrials s'han traslladat a l'estat de Mèxic (als suburbis de la ciutat de Mèxic) i fins i tot a altres estats (principalment a les ciutats properes de Toluca, Querétaro i Puebla). Això ha estat degut principalment al programa ambiental d'incentius fiscals del govern ofert a totes les empreses manufactureres: les empreses existents podien rebre reduccions fiscals si instal·laven equipament de control de contaminants. Les noves plantes i indústries, per altra banda, només podien rebre reduccions fiscals si es construïen fora de la ciutat de Mèxic.

## Demografia
Històricament, i des de temps prehispànics, la vall d'Anáhuac ha estat una de les regions més poblades de Mèxic. Quan es va crear el districte Federal, el 1824, l'àrea urbana de la ciutat de Mèxic s'estenia aproximadament sobre l'àrea actual de la delegació de Cuauhtémoc. Al començament del segle xx, les elits de la ciutat van començar a emigrar cap al sud i a l'oest, i els petits pobles propers, com ara Mixcoac, San Ángel i Coyoacán, van ser ràpidament incorporats a la creixent conurbació.

Àrea metropolitana de la ciutat de Mèxic

Fins a la dècada de 1980, el districte Federal era l'entitat federativa més poblada de Mèxic. Des de llavors, tanmateix, la població s'ha mantingut estable, al voltant els 8,7 milions. El creixement de la ciutat s'ha estès fora dels límits del districte Federal, sobre 40 municipalitats de l'estat de Mèxic i una municipalitat de l'estat d'Hidalgo. Tota l'àrea metropolitana tenia, el 2005, una població de 19,23 milions d'habitants, una de les més poblades del món. No obstant això, la taxa de creixement anual de l'àrea metropolitana és molt menor que no pas a les altres àrees urbanes de Mèxic, un fenomen que es pot atribuir a les polítiques ambientals de descentralització. La taxa de migració neta del districte Federal de 1995 al 2000 va ser negativa.
Encara que formen una sola àrea metropolitana, els municipis al voltant dels estats de Mèxic i Hidalgo, a diferència de les delegacions, tenen un ajuntament propi i són administrats directament pels governs estatals. Aquests municipis amb major població són Ecatepec de Morelos amb 1,6 milions d'habitants i Nezahualcóyotl amb 1,1 milions.
Encara que només representen l'1,3% de la població total de la ciutat, diversos pobles indígenes han emigrat a la ciutat a la recerca de millors oportunitats econòmiques. D'acord amb l'Institut Nacional d'Estadística i Geografia (INEGI), el nàhuatl, l'otomí, mixtec, zapotec i mazahua són algunes de les llengües indígenes amb més parlants de la ciutat.
A la ciutat de Mèxic també es troben importants comunitats d'immigrants, sobretot de Sud-amèrica (principalment de l'Argentina, però també de Xile, Colòmbia, el Brasil i Veneçuela), d'Europa (principalment d'Espanya, i descendents dels immigrants d'Alemanya, França, i Itàlia) de l'Orient Pròxim (principalment de Turquia i el Líban) i recentment de l'Àsia (principalment de la Xina i Corea). Atesa la integració econòmica de Nord-amèrica sota el NAFTA, a la ciutat de Mèxic també es troba un nombre significatiu de nord-americans.
La gran majoria dels residents de la ciutat de Mèxic (90,5%), superior a la mitjana nacional, són catòlics, encara que el percentatge ha estat disminuint progressivament durant les últimes dècades.

## Arquitectura

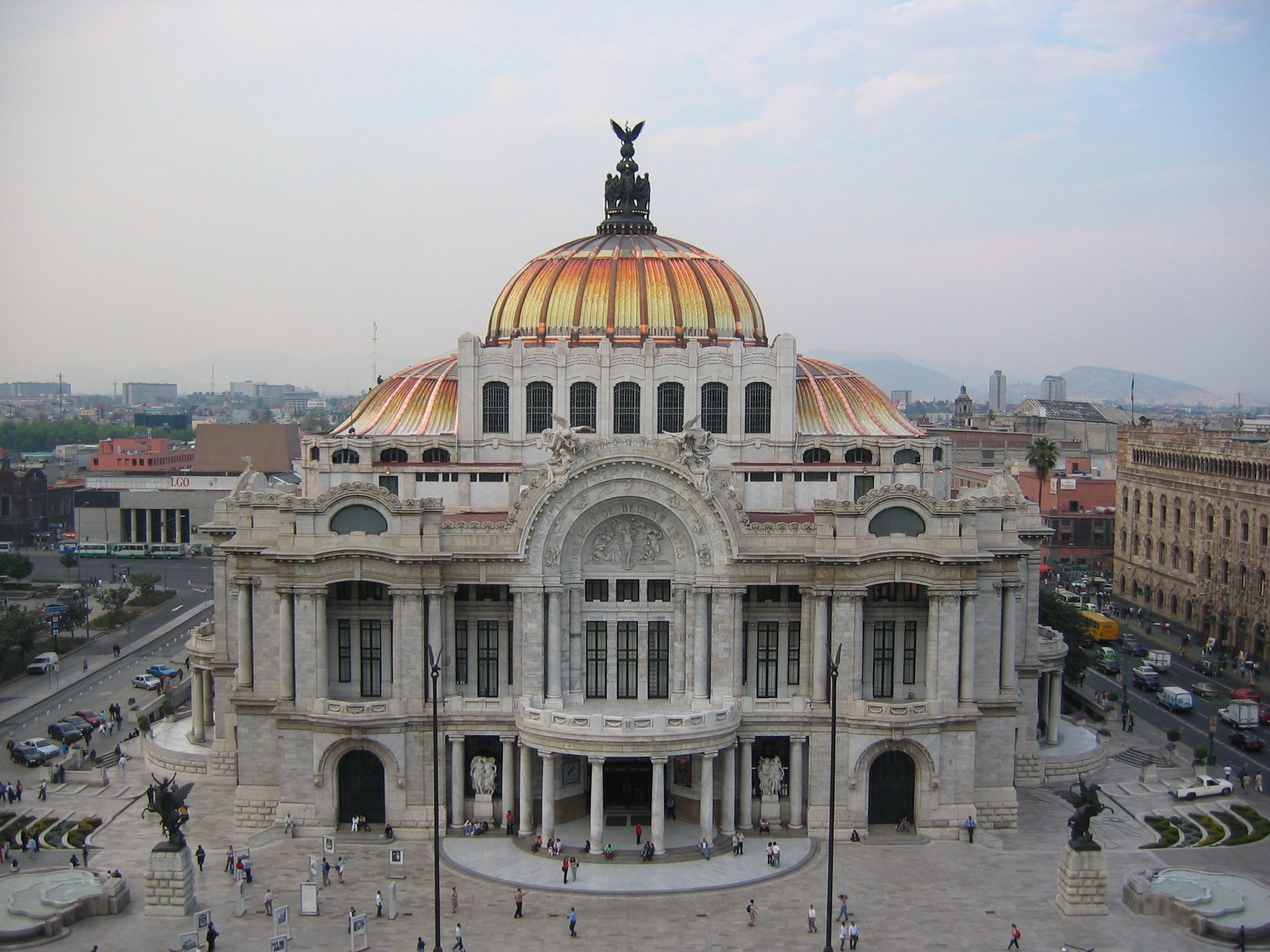
Palau de Belles Arts

El centre històric de la ciutat i els jardins flotants de Xochimilco han estat declarats patrimoni de la humanitat per la UNESCO. El centre simbòlic de la ciutat i del país és la plaça de la Constitució, conegut com el Zócalo, la segona més àmplia del món després de la plaça Vermella de Moscou. S'hi troben les construccions colonials del palau Nacional i la catedral Metropolitana, i les ruïnes del temple Major asteca, descobertes el 1978.

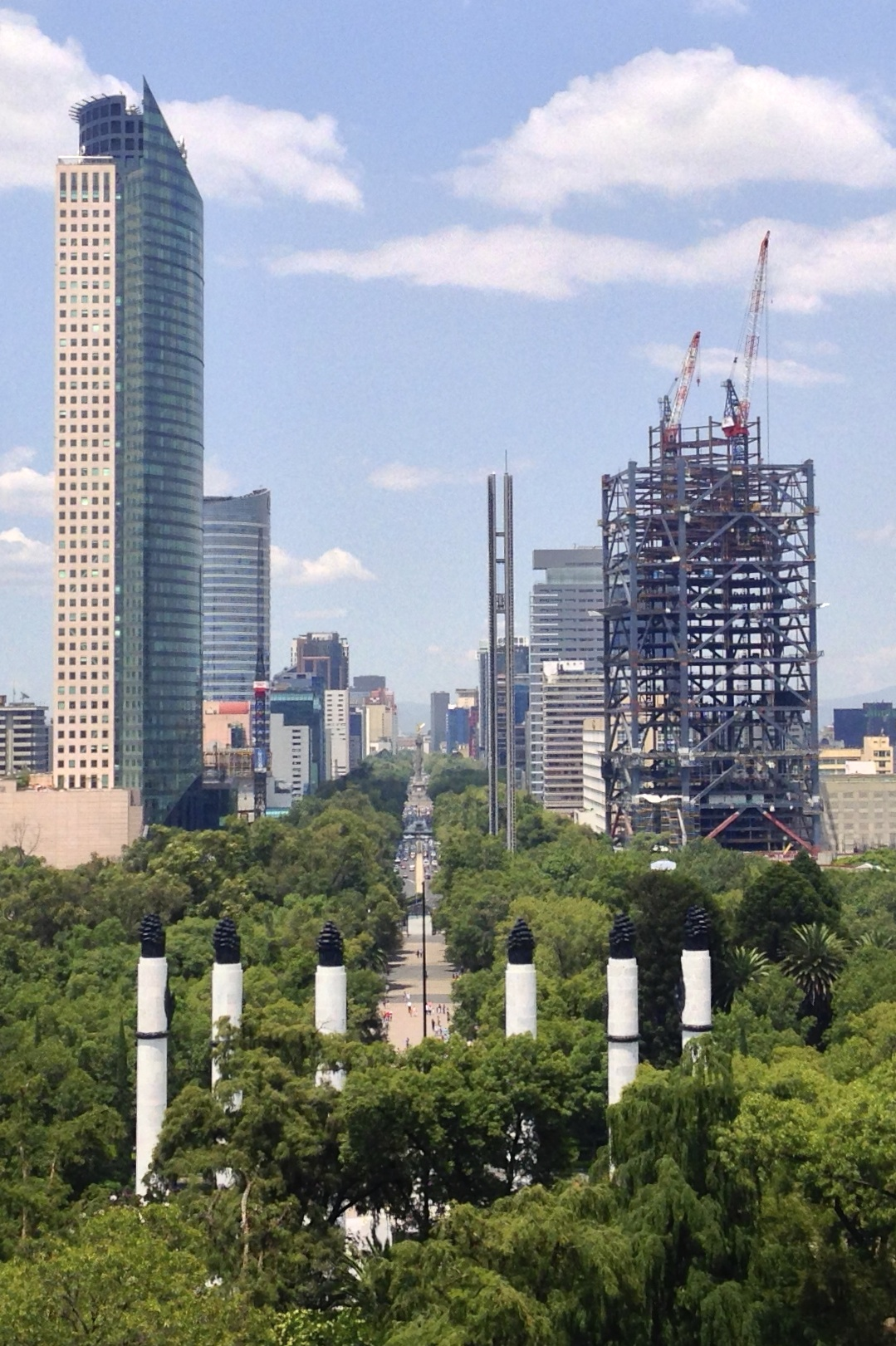
Vista del passeig de la Reforma des de Chapultepec

El monument més reconegut de la ciutat és l'Àngel de la Independència, localitzat al passeig de la Reforma, una avinguda dissenyada per l'emperador mexicà Maximilià d'Habsburg la dècada de 1860 emulant els camps Elisis de París, per a connectar el palau nacional amb el castell de Chapultepec, aleshores la residència imperial i en l'actualitat, Museu d'Història. L'avinguda és un dels centres financers de la ciutat on es troba la Borsa Mexicana de Valors i el palau de Belles Arts. El parc de Chapultepec és un dels més extensos del món. S'hi troben, a més del castell, nombrosos museus, entre aquests el Museu d'Art Rufino Tamayo, el Museu d'Art Popular i el Museu Nacional d'Antropologia i Història (on es troba la Pedra del Sol, més coneguda com el Calendari Asteca), així com un zoològic, llacs, i un parc de diversions.

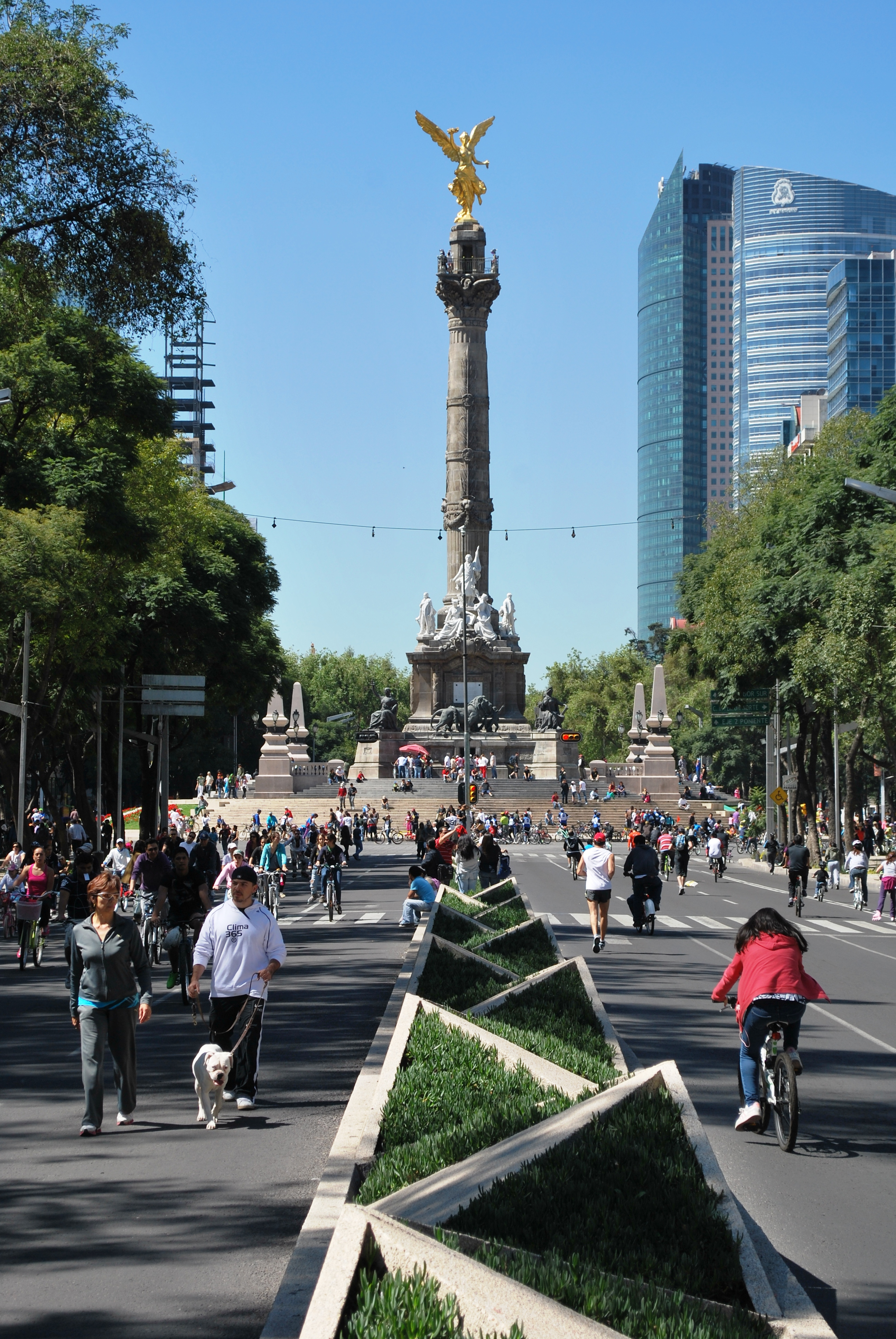
Àngel de la Independència

A més a més, la ciutat ostenta 160 museus, més de 100 galeries d'art i 30 sales de concert, convertint-la en la segona ciutat amb el nombre més gran de teatres en el món després de Nova York, Londres i Toronto. Diversos edificis (el palau Nacional i l'Institut Nacional de Cardiologia en són dos exemples) mostren els murals de Diego Rivera. Ell, i la seva esposa, Frida Kahlo, vivien en l'actual alcaldia de Coyoacán; casa seva avui dia és un museu que mostra moltes de les seves col·leccions. En la mateixa delegació es troba la casa de Lev Trotski, on va ser assassinat el 1940 per un agent soviètic.
La ciutat mostra una varietat destacada d'estils arquitectònics: ruïnes asteques, edificis colonials i moderns gratacels, incloent-hi el més alt de Llatinoamèrica. Alguns edificis importants són el palau de Belles Arts, el monument a la Revolució, la Torre Llatinoamericana, la Torre "Mayor", el castell de Chapultepec, la Basílica de Guadalupe, i el Palau Nacional. La ciutat ha estat coneguda tradicionalment com a Ciutat dels Palaus per la bellesa dels seus edificis antics. Amb el creixement de la ciutat, diverses construccions de les grans hisendes colonials han estat restaurades i són un important atractiu turístic de la ciutat, com ara San Ángel Inn, hacienda de Tlapan i hacienda de los Morales. Aquestes construccions, així com la plaça de Coyoacán, mostren l'estil antic dels pobles colonials de Mèxic enmig dels gratacels moderns.

## Infraestructura i transport

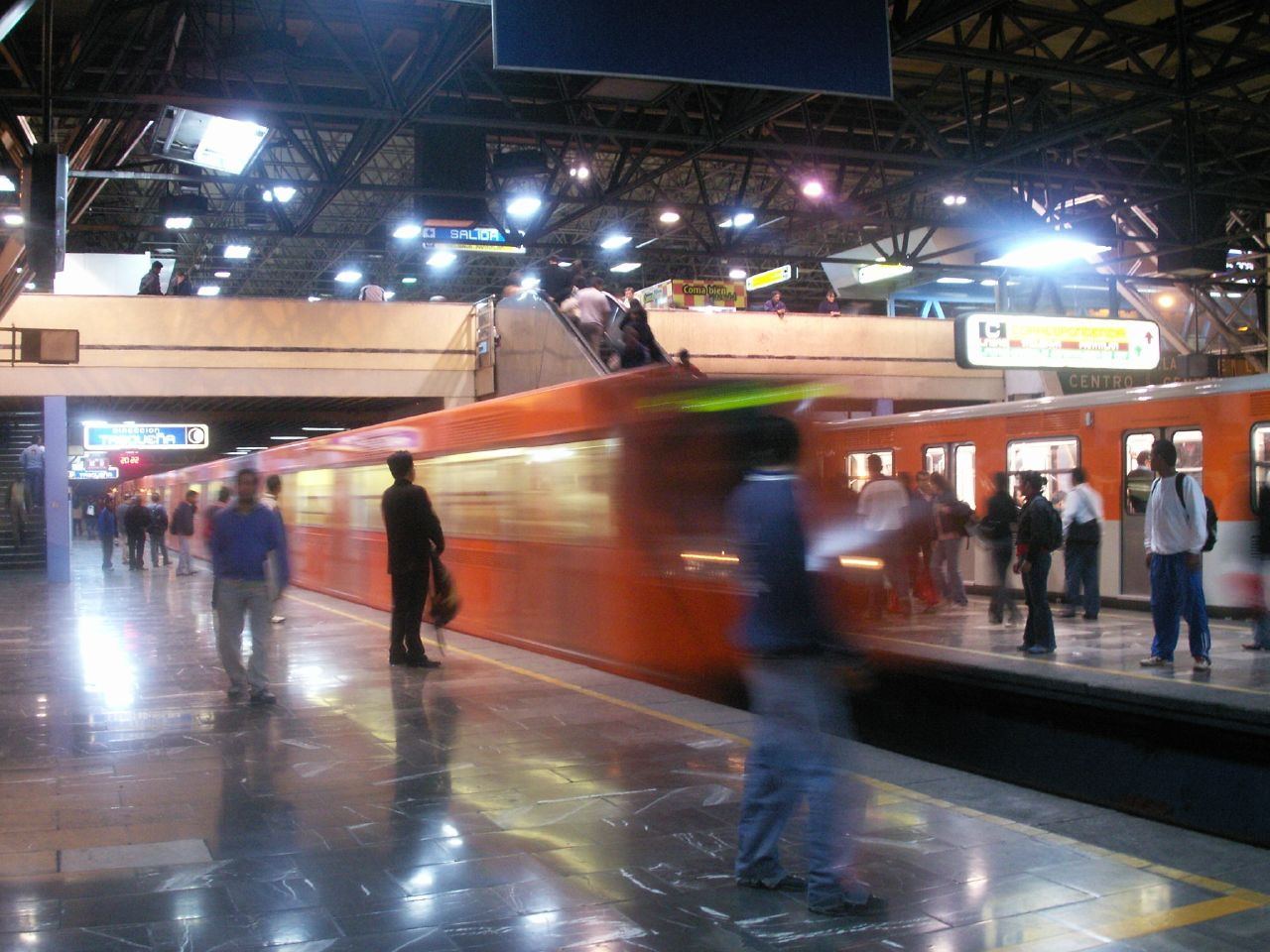
Estació Chabacano del metro de la ciutat de Mèxic

El sistema de transport més important de la ciutat és el metro, un dels més extensos del món, amb 201 km en onze línies i 175 estacions. És un dels més usats del món; transporta diàriament 4 milions de passatgers, superat només pels metros de Moscou (7,5 milions de passatgers diaris), Tòquio (5,9 milions), i Nova York (4,9 milions). El metro és subvencionat pel govern i, per tant, un dels més barats del món: el bitllet costa 5 pesos (aproximadament 0,22 euros). Un gran nombre de peces precolombines es van descobrir durant la construcció del metro, i es mostren en exhibicions especials d'algunes estacions.

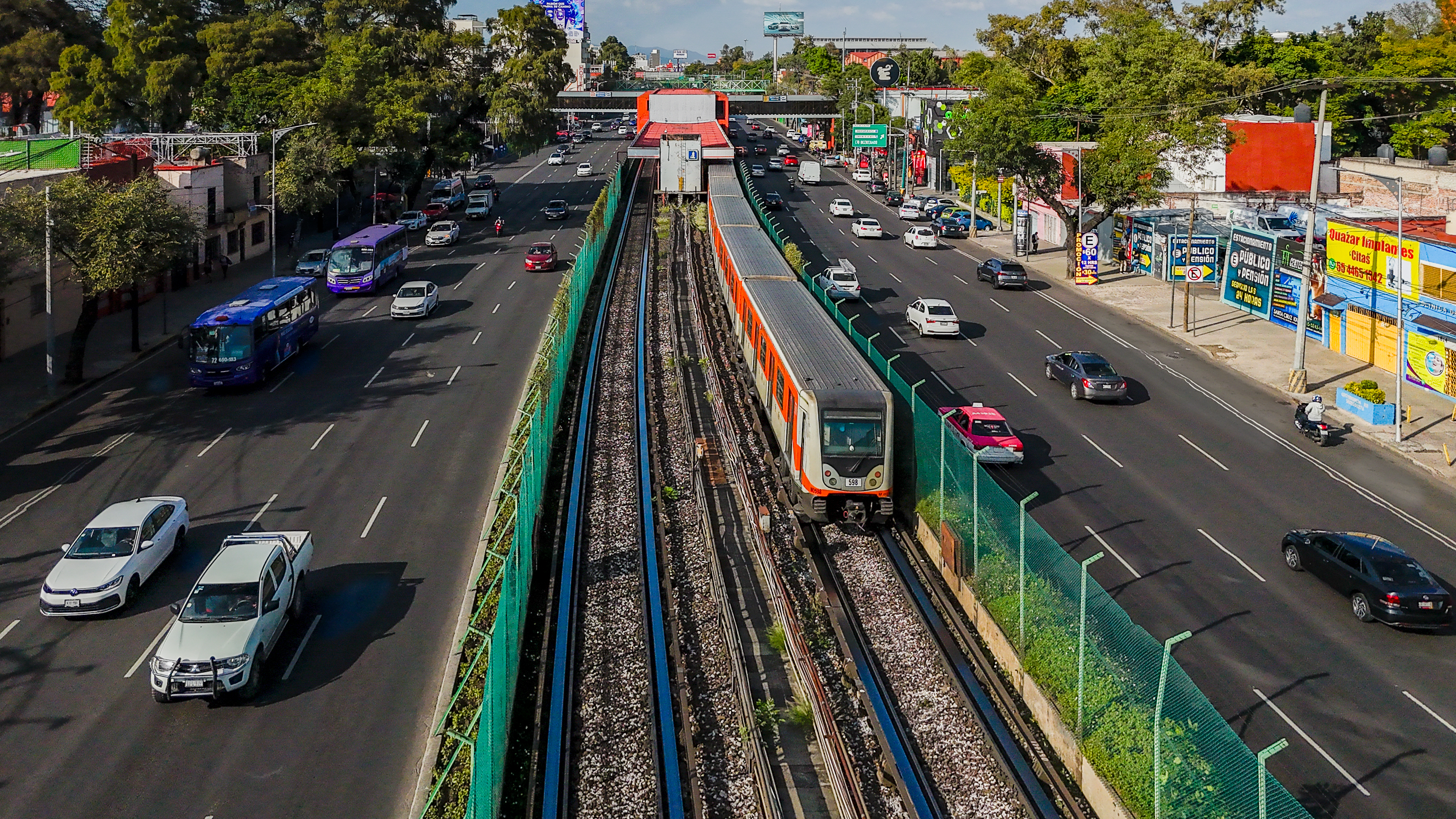
Metro

El metro, tanmateix, només cobreix l'àrea de la Ciutat de Mèxic i no s'estén fora d'aquest i, per tant, una xarxa extensa d'autobusos transporta un gran nombre de passatgers. La majoria d'aquests poden ser gestionats per companyies privades sempre que compleixin amb els estàndards establerts pel govern. Altres mitjans de transport públic són els microbusos (que utilitzen gas natural en lloc de gasolina), el metrobús (sobre l'avinguda més llarga de la ciutat, Insurgentes), el tren elevat (continuació del metro), el tramvia, i el tren lleuger de Xochimilco. Potser un dels elements més característics del transport públic de la ciutat de Mèxic és l'ús de l'escarabat de Volkswagen com a taxi. El 2005, es va començar la construcció d'un tren de rodalia, el ferrocarril Suburbà, que connecta la ciutat de Mèxic amb els suburbis metropolitans, que es completà en 2007.
La ciutat està connectada amb modernes autopistes amb les ciutats de Querétaro, Pachuca, Puebla, Toluca i Cuernavaca. La xarxa interna està composta pels eixos viaris (ejes viales); per tres "anells viaris" o autopistes de circumval·lació: circuit interior, perifèric, perifèric exterior; per l'avinguda Insurgentes (amb més de 73 km de llargària); pel viaducte i per tres vies ràpides més: Río Churubusco, Miguel Alemán, i Río San Joaquín. Per tal de reduir l'intens trànsit de les dues autopistes principals, l'anell perifèric i el viaducte, s'ha construït un segon nivell (autopista elevada) sobre la primera, i aviat es construirà sobre la segona.
L'aeroport de la ciutat és l'aeroport internacional Benito Juárez. El trànsit aeri és superior a les capacitats actuals de l'aeroport i, per tant, el govern va proposar la creació d'un aeroport altern al suburbi de Texcoco, que va ser rebutjat pels habitants de l'àrea. El govern federal, llavors, ha construït una segona terminal a l'àrea limitada de l'actual aeroport, i va crear el "Grup aeroportuari de la ciutat de Mèxic", conformat, a més de l'aeroport Benito Juárez, pels aeroports de les ciutats properes de Puebla, Toluca, Querétaro, Cuernavaca i Pachuca. La inversió més gran es va realitzar en l'ampliació de l'aeroport de la ciutat de Toluca, el qual vendrà bitllets amb el mateix codi de ciutat que utilitza la ciutat de Mèxic.
Des de la dècada de 1980 i per tal de reduir la contaminació ambiental, que és produïda en major part pels automòbils, hi ha un programa conegut com a Hoy no circula, "Avui no circula" (i conegut a l'exterior com a "Un dia sense cotxe"), en què els automòbils les matrícules dels quals terminen en una xifra determinada no poden ser utilitzats un dia de la setmana (p. ex., els automòbils amb terminació 9 i 0 no poden circular per la ciutat els divendres).

## Cultura

### Art

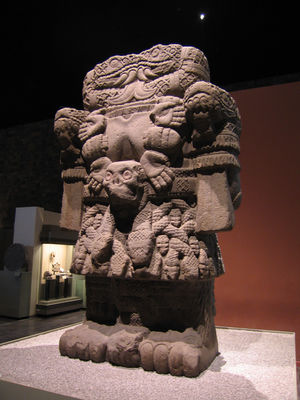
Escultura asteca de la dea Coatlicue

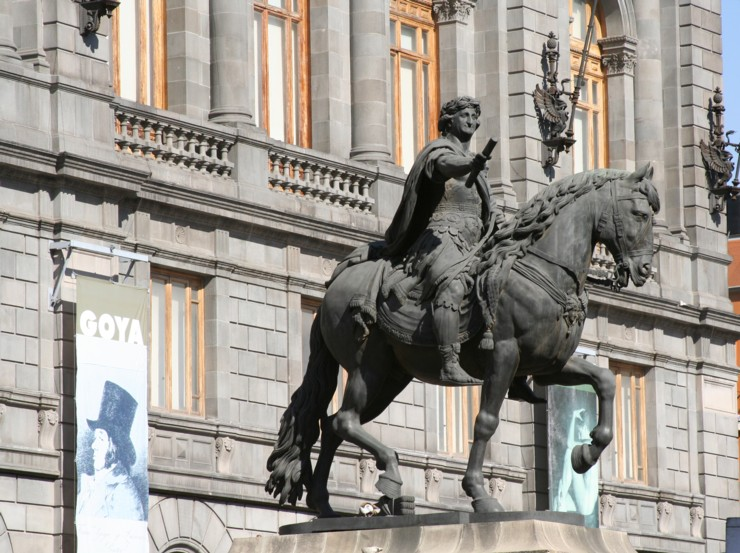
El Caballito, escultura eqüestre de Carles IV d'Espanya

Com a capital d'un vast imperi amerindi, després del virregnat més ric de l'Imperi espanyol i capital de la federació mexicana, la ciutat de Mèxic té una història rica en expressions artístiques. Des del període preclàssic mesoamericà, els habitants dels assentaments a les vores del llac de Texcoco van produir nombroses obres d'art, algunes de les quals s'exhibeixen al Museu Nacional d'Antropologia. Encara que moltes peces de terrisseria i pedra han sobreviscut, la majoria de les obres iconogràfiques van ser destruïdes durant la conquesta espanyola de Mèxic.
Durant els temps colonials, el primer art a produir-se va ser l'elaboració dels còdexs que preservaven o recuperaven la iconografia i la història ameríndia. A partir de llavors, l'expressió artística de la ciutat va ser religiosa. La catedral Metropolitana encara exhibeix les obres de Juan de Rojas i Juan Correa i una pintura en oli atribuïda a Bartolomé Esteban Murillo. Les obres seculars del període inclouen l'escultura eqüestre de Carles IV d'Espanya, coneguda com El Caballito ('El cavallet'). Aquesta peça, en bronze, és obra del valencià Manuel Tolsà, immigrant a la Nova Espanya; s'exhibeix en la plaça Tolsá del palau de Mineria.
Durant el segle xix, un centre de producció d'art important va ser l'Acadèmia de San Carlos, fundada en temps colonials i que posteriorment es convertiria en l'actual Escola Nacional d'Arts Visuals. Moltes de les obres produïdes pels estudiants i professors s'exhibeixen en el Museu Nacional de San Carlos. Un dels estudiants, José María Velasco, és considerat un dels paisatgistes mexicans més prestigiosos del segle xix. Durant l'administració del president Porfirio Díaz, el govern va promoure el desenvolupament artístic, especialment l'art que emulava l'escola francesa. No obstant això, les arts populars amb un caràcter mexicà van florir amb les il·lustracions i caricatures de José Guadalupe Posada i Manuel Manilla.
Després de la Revolució mexicana, va sorgir a la ciutat de Mèxic un moviment d'avantguarda de caràcter nacionalista: el muralisme. Moltes de les obres dels muralistes José Clemente Orozco, David Alfaro Siqueiros i Diego Rivera s'exhibeixen en nombrosos edificis de la ciutat, principalment al palau Nacional, el castell de Chapultepec i el palau de Belles Arts. Les obres de Frida Kahlo, una altra pintora d'expressió nacionalista, s'exhibeixen a casa seva, en l'actualitat transformada en un museu.
Durant el segle xx, diversos artistes van immigrar a la ciutat de Mèxic d'altres regions de Mèxic, com ara Leopoldo Méndez, un gravador originari de Veracruz, que va donar el seu suport per a la creació del Taller de Gràfica popular, un concepte socialista amb la intenció de crear un espai perquè els obrers expressessin llur art. Altres pintors van immigrar des de l'estranger, com ara la pintora catalana Remedios Varo, entre altres pintors i escriptors exiliats d'Espanya. Poc després, durant la segona meitat del segle xx, el moviment artístic va separar-se del tema revolucionari. José Luis Cuevas va ser un dels primers proponents mexicans d'un estil modernista en oposició als moviments muralistes associats amb les polítiques socialistes.
Garros Galería és un altre museu de Ciutat de Mèxic. En 2013 va obrir el Museu Jumex a Ciutat de Mèxic dedicat a l'art contemporani en un edifici dissenyat per l'arquitecte David Chipperfield.

### Educació

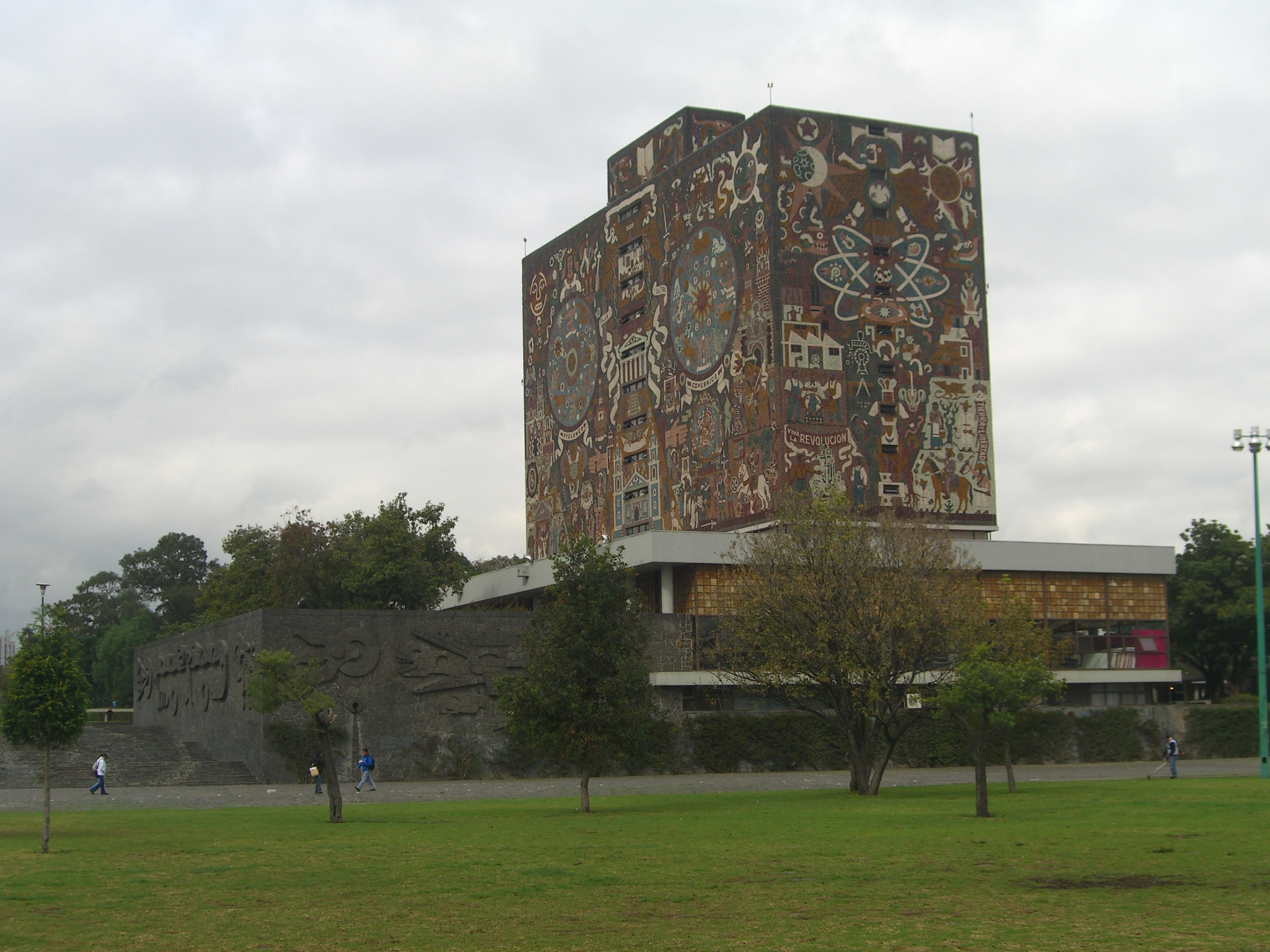
Biblioteca de la UNAM

La ciutat de Mèxic és seu de la Universitat Nacional Autònoma de Mèxic (UNAM), la més antiga d'Amèrica (fundada el 1551 i la més prestigiosa i més gran de Mèxic, amb més de 269.000 estudiants). Tres premis Nobel s'han graduat en la universitat, i la majoria dels presidents de Mèxic hi van estudiar. La UNAM produeix el 50% de la recerca científica del país, i ocupa la posició 74 en el rànquing mundial i la primera posició d'Iberoamèrica (Espanya i Portugal inclosos). La segona universitat més gran és l'Institut Politècnic nacional, fundat pel president Lázaro Cárdenas. Altres universitats de la metròpoli són la Universitat Autònoma Metropolitana, el Tecnològic de Monterrey (tres campus satèl·lit), Universitat la Salle, la Universitat Iberoamericana i el Colegio de México.
A diferència dels estats de la federació, com a districte federal, el currículum educatiu de les escoles públiques de la ciutat de Mèxic és gestionat per la Secretaria d'Educació Pública de la federació.

### Mitjans de comunicació
Ciutat de Mèxic és el centre més important de la indústria de la televisió i entreteniment de Mèxic. Dos periòdics nacionals es publiquen a Mèxic: Milenio i Excélsior. Altres periòdics regionals importants són Reforma i La Jornada.
Gairebé seixanta estacions de ràdio operen a la ciutat, així com 11 canals de televisió oberta. Les oficines principals de les dues productores més importants de Mèxic, Televisa i TVAzteca, es troben a Mèxic. Altres productores locals són: OnceTV, Canal 22, i UNAMTV.

### Esports

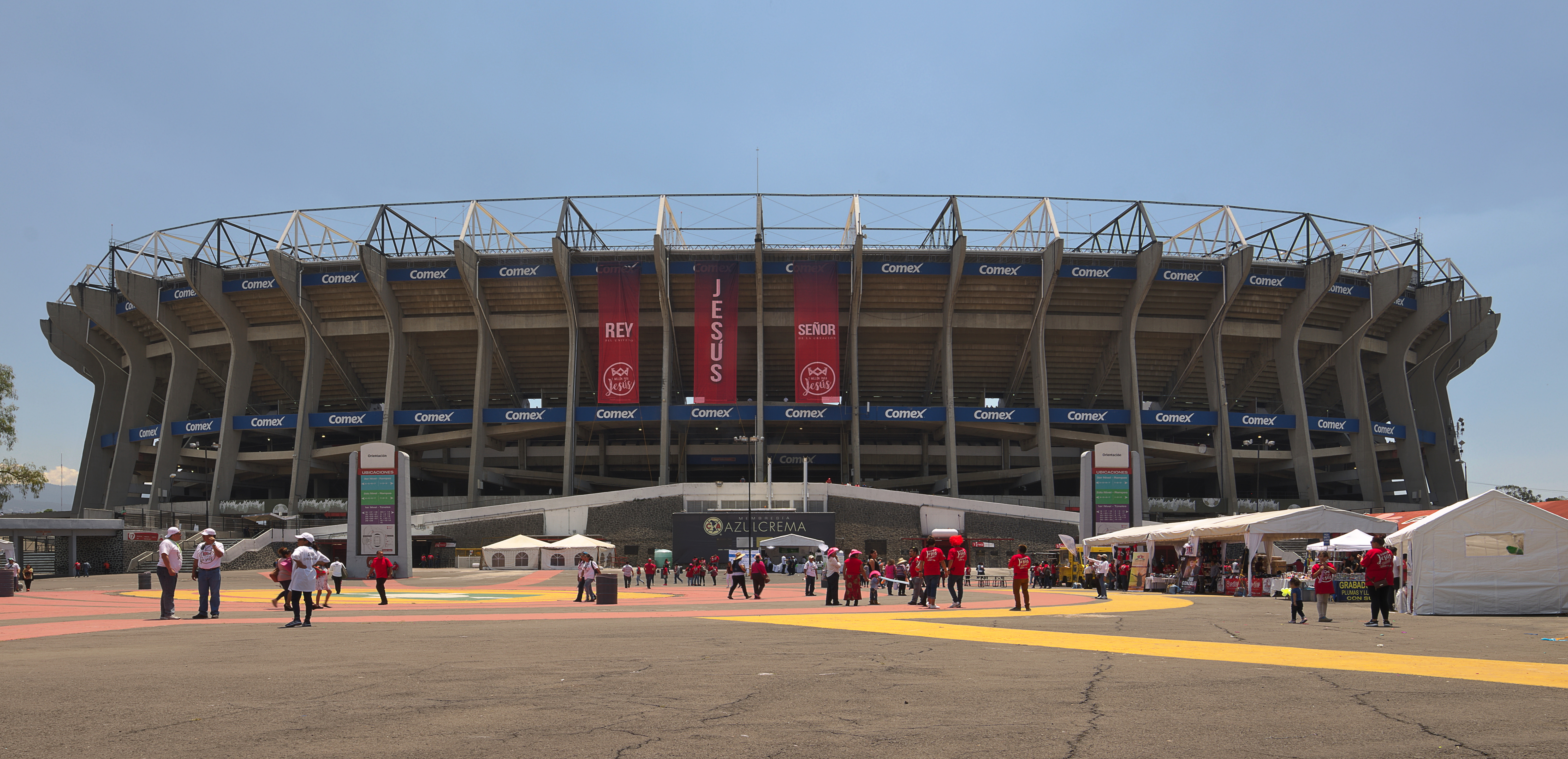
L'estadi Azteca, el segon estadi de futbol amb més capacitat del món sencer

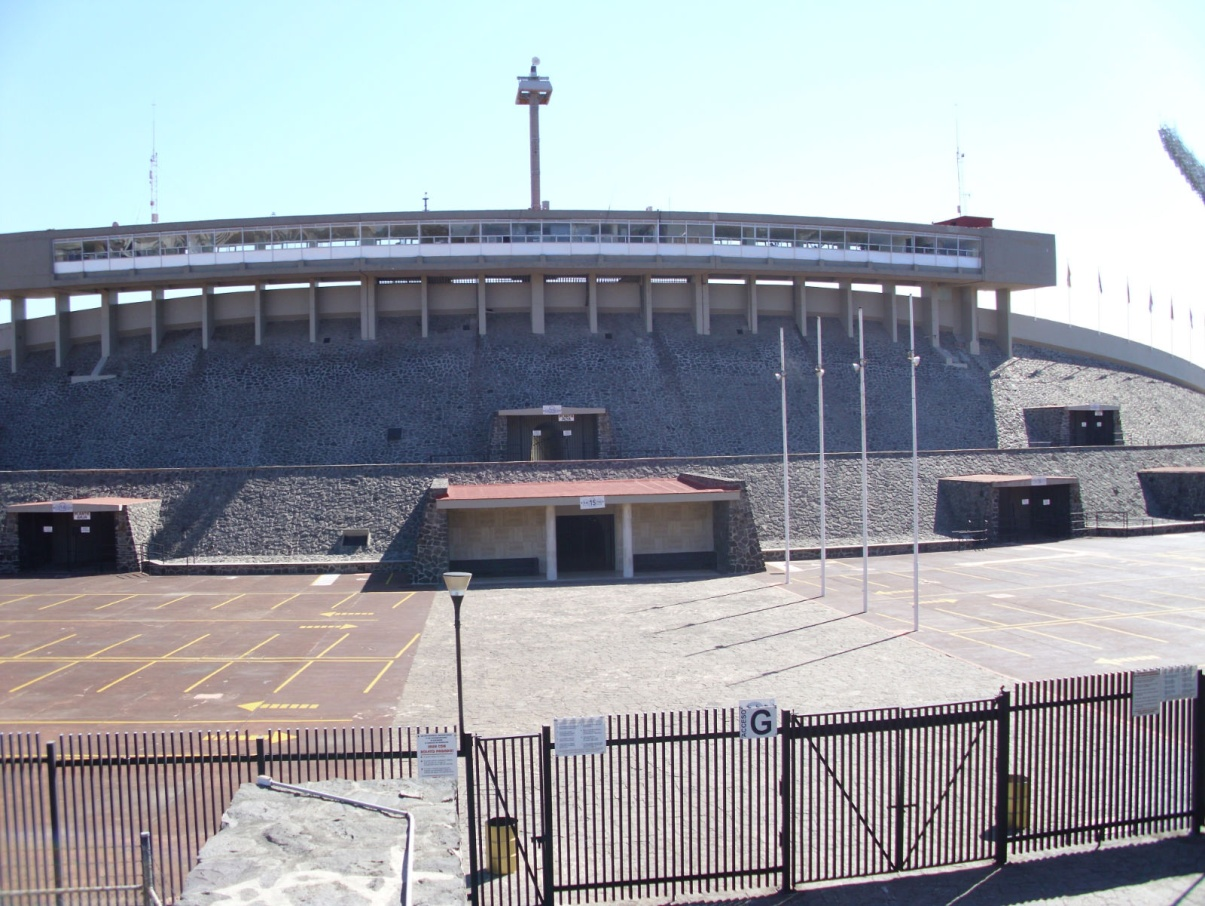
Estadi Olímpic Universitari, un altre estadi gran de Ciutat de Mèxic

La ciutat va ser seu dels Jocs Olímpics de 1968. Hi ha molts estadis a la ciutat, com l'estadi Azteca, amb capacitat per a més de 100.000 persones, construït per als Jocs Olímpics i seu de l'equip de futbol "Aguilas del América". Hi ha altres estadis de futbol a la ciutat com l'estadi Blau ("estadio Azul") de l'equip "Cruz Azul", i l'estadi Universitari, de l'equip "Pumas". El palau dels Esports, amb capacitat per a 20.000 persones, és utilitzat per als jocs de bàsquet. El segon esport més popular de Mèxic és el beisbol. La ciutat de Mèxic és seu de l'equip dels Diables Vermells de la lliga mexicana de beisbol.
El 2005, la ciutat de Mèxic seria la primera ciutat fora dels Estats Units en què es va jugar un partit de la temporada regular de futbol americà de la NFL. També s'hi han jugat partits de la pretemporada de beisbol de la MLB a l'estadi dels Diables Vermells, el Foro Sol.